# Эрдниевский
Эрдниевский — посёлок (сельского типа) в Юстинском районе Калмыкии, административный центр Эрдниевского сельского муниципального образования.
Население - 886 (2012)

## Этимология
Название производно от названия Эрдниевского улуса, в 1844 году объединённого с Харахусовским улусом, однако места зимних и летних ставок у этих улусов остались отдельными, действовали свои хурулы. После образования Калмыцкой автономной области Харахусо-Эрдниевский улус был расформирован, разделён между Ики- и Багацохуровскими улусами.

## История
Дата основания оседлого населённого пункта не установлена. Предположительно основан в начале 20-го века. Так, в 1921 года в Эрдниевском аймаке Багацохуровского улуса на общественные средства была построена школа. До начала 1940-х использовалось два названия - Эрдниевка и Бурджа. 28 декабря 1943 года калмыцкое население села было депортировано, село передано Астраханской области. На карте 1950 года населённый пункт обозначен как посёлок Сайгачный. На административной карте Астраханской области 1956 года обозначен как посёлок Каракуль в составе Енотаевского района области. Вариант названия Эрдниевский закрепился за посёлком, вероятно, после восстановления Калмыцкой АССР.

## Физико-географическая характеристика
Посёлок расположен на юге Юстинского района, в пределах Прикаспийской низменности, на высоте — 4 м ниже уровня моря. Рельеф местности равнинный, практически плоский, осложнённый небольшими буграми. К юго-западу имеется массив песков. Гидрографическая сеть отсутствует. Почвенный покров комплексный, представлен бурыми солонцеватыми почвами и солонцами (автоморфными).
По автомобильной дороге расстояние до столицы Калмыкии города Элиста составляет 210 км, до районного центра посёлка Цаган-Аман — 94 км.
Климат
Тип климата - семиаридный (BSk - согласно классификации климатов Кёппена). Среднегодовая температура воздуха + 9,5 °C, средняя температура самого холодного месяца января - 9,5 °C, самого жаркого месяца июля + 25,1 °C. Многолетняя норма осадков - 253 мм. Наименьшее количество осадков выпадает в феврале (14 мм), максимальное в мае-июне (по 28 мм)
Часовой пояс
Эрдниевский, как и вся Республика Калмыкия, находится в часовой зоне МСК (московское время). Смещение применяемого времени относительно UTC составляет +3:00.

## Население
| 2002 | 2010 | 2012 |
| ---- | ---- | ---- |
| 908  | ↘889 | ↘886 |

Национальный состав
Согласно результатам переписи 2002 года большинство населения посёлка составляли калмыки (69 %) и казахи (28 %)
| Национальность | Численность (2010) | Процент |
| -------------- | ------------------ | ------- |
| Калмыки        | 631                | 70,9%   |
| Казахи         | 222                | 24,9%   |
| Русские        | 24                 | 2,7%    |
| Словаки        | 5                  | 0,6%    |
| Кумыки         | 4                  | 0,4%    |
| Чеченцы        | 4                  | 0,4%    |
| Всего          | 890                | 100%    |

## Экономика
Основным предприятием посёлка является СХК «Эрдниевский» — федеральный племзавод по разведению каракульских овец, лошадей и коров калмыцкой породы. В 2010 году в хозяйстве содержалось 15,4 тысячи овец, свыше двух тысяч голов КРС, 970 лошадей и 84 верблюда. Хозяйство занимается также и заготовкой кормов, размещая на богаре 240 гектаров озимой ржи и 60 гектаров поливной люцерны